# 세계꽃식물원
세계꽃식물원은 2004년에 개장한 아산아름다운정원영농조합법인이 운영하며는 4만6795m2의 부지에 1만6530m2(5000평) 규모의 아산세계꽃식물원은 연중 3,000여종의 원예종 관상 식물을 관람할 수 있는 한국 최대 규모의 실내 온실 식물원이다.

## LIAF 가든센터
세계꽃식물원 남쪽에 위치하며  원예 체험 프로그램을 개설하고, 원예 관련 제품을 소개하고 판매한다.